# 德永曉人
德永曉人（日语： Tokunaga Akihito）（1971年9月22日—），日本音樂人。出生於神奈川縣。先後畢業於神奈川縣立厚木高等學校和東京音樂大學音樂學部作曲科。身高182cm。血型是A型。擔任貝斯手、編曲家、作曲家、作詞家、曾擔任B'z的支援樂手，同時也是搖滾組合doa的隊長。
曾擔任動畫《七龍珠GT》的音樂製作。是美國搖滾樂隊「老鷹樂隊」（Eagles）的歌迷，曾表示在B'z的歌曲《唯一絕不動搖的東西》裡他是「以最喜歡的老鷹樂隊風格的低音聲線（Bassline）彈奏」的。

## 履歷
- 1971年 - 9月22日出生於神奈川縣。
- 1987年 - 入讀神奈川縣立厚木高等學校。
- 1990年 - 於讀神奈川縣立厚木高等學校畢業。入讀東京音樂大學音樂學部作曲科。
- 1994年 - 於東京音樂大學音樂學部作曲科畢業。
- 1995年 - 在PAMELAH的「GROOVE & BODY UNIT」裡參與貝斯彈奏（至1996年）。
- 1996年 - 被選擔任動畫《龍珠GT》的音樂製作。在當時以25歲之齡擔任電視動畫的音樂製作是比較少見的。
- 1997年 - 為ZARD的作曲和編曲。在ORICON連續四星期打入前三名，成為至今總銷售額63萬張的代表作。
- 1998年 - 初次以支援樂手身份參與B'z演唱會「B'z LIVE-GYM '98 SURVIVE」的演出。（貝斯彈奏）
- 1998年 - 與輝門（日语：輝門）、noriaki組成樂隊「XL」出道。
- 2003年 - 事隔五年再次擔任B'z演唱會「B'z LIVE-GYM The Final Pleasure "IT'S SHOWTIME!!"」的支援樂手。（貝斯彈奏）
- 2004年 - 在B'z的主唱稻葉浩志的個人演唱會「稻葉浩志 INABA KOSHI LIVE 2004 〜en〜」裡擔任支援樂手。 （貝斯彈奏和合聲）
- 2004年 - 組成樂隊「doa」出道。
- 2005年 - 「B'z LIVE-GYM 2005 "THE CIRCLE|CIRCLE OF ROCK"」參與支援樂手的演出。（貝斯彈奏）
- 2006年 - 「B'z LIVE-GYM 2006 "MONSTER'S GARAGE"」參與支援樂手的演出。（貝斯彈奏）
- 2007年 - 「B'z SHOWCASE 2007 -19-」參與支援樂手的演出。（貝斯彈奏）
- 2007年 - 「B'z SHOWCASE 2007 -B'z In Your Town-」參與支援樂手的演出。（貝斯彈奏）
- 2007年 - 在ZARD的追悼演唱會「ZARD What a beautiful memory」作為嘉賓出席。（貝斯彈奏和合聲）

## 略歷
- 於神奈川縣立厚木高等學校就讀時，跟堀井勝美（日语：堀井勝美）學習了作曲和編曲。
- 於東京音樂大學就讀時曾師承三枝成彰、服部克久、羽田健太郎、鳴瀬喜博（日语：鳴瀬喜博）（Casiopea）。擔任過電視連續劇、廣告、廣播劇、遊戲音樂等的作曲和編曲。另外，此時他已通過了BAD Audition[1]。
- 除了電貝斯以外，吉他、鋼琴、blues harp、電子撥弦鋼琴（Clavinet）、打擊樂器等等樂器也都能演奏。和鋼琴有關的有東京音樂大學的考試科目，doa的作品也自己負責電子琴的演奏。
- 大學畢業後，在Being,Inc.從事編曲等等工作。
- 從事B'z、DIMENSION、宇德敬子等等的實況錄音旅行（ライブツアー）等的背景樂團（バックバンド）服務。（現在只替B'z）
- 身為，除了會貝斯、吉他、擔任合聲以外，也親自替B'z、Fayray、DEEN、愛內裡菜、ZARD、倉木麻衣、TWINZER（原BLIZARD的松川敏也還在的時候）的作品等多數音樂家的曲子作曲、編曲和編輯。特別是曾多次參加給倉木麻衣的曲子的合聲。
- 近年來常替B'z編曲，可說是相當的要角。工作人員說德永曉人「年輕又有才能，在B'z錄音時是不可或缺的存在」。在朝日電視台系的「MUSIC STATION」和富士電視台系的「HEY!HEY!HEY! MUSIC CHAMP」等節目中以支援貝斯手的身分登場。
- 2007年3月3日，限定在iTunes Store上提供的原聲音樂專輯《はるかぜ オリジナルサウンドトラック for 「秘境アマゾン巨大文明」》釋出。自己替在doa發行的單曲編寫動機，並以自己的名義發行第一張專輯作品。

## 樂曲提供

### 作曲和編曲
- 上原あずみ「Lazy」
- 上木彩矢「Secret Night」
- 北原愛子「grand blue」
- 北原愛子「DA DA DA」
- 倉木麻衣「Stand Up」
- 倉木麻衣「Winter Bells」
- 倉木麻衣「Feel fine!」
- 倉木麻衣「Make my day」
- 倉木麻衣「I don't wanna lose you」
- 倉木麻衣「通往明日的橋樑」（與池田大介共同編曲）
- 倉木麻衣「Dancing」
- 倉木麻衣「Best Of Hero」
- 倉木麻衣「Diamond Wave」
- 倉木麻衣「綻放夢想的春天」
- 倉木麻衣「好想見你...」
- 倉木麻衣「Ride on time」
- 倉木麻衣「Born to be Free」
- 倉木麻衣「Moon serenade,Moonlight」
- 倉木麻衣「Fairy tale ～my last teenage wish～」
- 倉木麻衣「Special morning day to you」
- 倉木麻衣「渡月橋～君想ふ～」
- ZARD「永遠」
- ZARD「さわやかな君の気持ち」（アルバムバージョンでは作曲のみ）
- ZARD「フォトグラフ」
- ZARD「帰らぬ時の中で」
- ZARD「愛を信じていたい」(リメイクバージョンでは作曲のみ)
- ZARD「Vintage」
- ZARD「抱きしめていて」
- ZARD「Seven Rainbow」（共同編曲のバージョンも存在する）
- ZARD「探しに行こうよ」(リメイクバージョンでは作曲のみ)
- ZARD「君と今日の事を一生忘れない」
- 三枝夕夏 IN db「Whenever I think of you」
- 三枝夕夏 IN db「君の瞳の中はミステリー」
- 三枝夕夏 IN db「ジューンブライド 〜あなたしか見えない〜」
- 滴草由実「Don't you wanna see me ＜oh＞ tonight?」
- 滴草由実「TAKE ME TAKE ME」
- 滴草由実「CONTROL Your touch」
- 滴草由実「SOMETIMES」
- 滴草由実「I still believe 〜ため息〜」
- 菅崎茜「君の名前 呼ぶだけで」
- 高岡亜衣「人生はParadise!」
- the★tambourines「stay young」
- the★tamboutriens「afresh wish」
- PINC INC
- WAG「Just wanna be」
- WAG「TIME WAITS FOR NO ONE」
- WAG
- WAG「Don't look back again」
- 「PARADISE OF LIFE」（朝日電視台主題曲）
- （此曲由桃色幸運草第二首單曲所收錄）

### 作曲
- 愛內里菜「Broken Heart」
- 愛內里菜「be distant」
- 愛內里菜「WISH」
- 愛內里菜「Dream×Dream（編曲：corin.）」
- 愛內里菜「Especial thanks」
- 愛內里菜「I'll be delighted」
- 上原あずみ「秘密（編曲：小澤正澄）」
- 上木彩矢「Communication Break（編曲：後藤康二）」
- ZARD「pray（編曲：小林哲）」
- ZARD「good-night sweet heart（編曲：葉山たけし）」
- 三枝夕夏 IN db「PASSIONATE WAVE（編曲：小澤正澄）」
- 滴草由実「Keep it Love（編曲：Miguel Sá Pessoa）」
- スパークリング☆ポイント「卒業〜虹色DAYS〜（編曲：小澤正澄）」
- 竹井詩織裡「Like a little Love（作詞：AZUKI七、編曲：小林哲）」
- the★tambourines「wonder boy（編曲：大賀好修）」
- Bon-Bon Blanco「涙のハリケーン（作詞：佐々木美和）」
- Bon-Bon Blanco「SUNRISE（作詞：佐々木美和、編曲：小澤正澄）」
- MANISH「イラナイ（編曲：古井弘人）」

### 編曲
- 愛內里菜「Forever You 〜永遠に君と〜」
- 愛內里菜「Painted Black」
- 愛內里菜「Can you feel the POWER OF WORDS?」
- 愛內里菜「Over Shine」
- 稲葉浩志「KI」（與稲葉浩志、寺地秀行共同編曲）
- 稲葉浩志「SAIHATE HOTEL」（共同）
- 稲葉浩志「透明人間」（共同）
- 上原あずみ「無色」
- 宇徳敬子「Realize」
- KAT-TUN「Real Face#1」（與松本孝弘共同編曲）
- 倉木麻衣「Like a star in the night」
- 小松未歩「mysterious love」
- 小松未歩「私さがし」
- 三枝夕夏 IN db「Tears Go By」
- 三枝夕夏 IN db「Graduation」
- 三枝夕夏 IN db「Secret&Lies」
- 三枝夕夏 IN db「CHU☆TRUE LOVE」
- 三枝夕夏 IN db「咲き誇れ」
- ZARD「風が通り抜ける街へ」
- ZARD「遠い星を數えて」
- ZARD「世界はきっと未來の中」（與古井弘人、シオジリケンジ共同編曲）
- ZARD「止まっていた時計が今動き出した」
- ZARD「天使のような笑顔で」
- ZARD「瞳閉じて」
- ZARD「今日はゆっくり話そう」
- ZARD「淡い雪がとけて」
- 高岡亜衣「君の傍で」
- 高岡亜衣「夏のある日に」
- 滴草由実「花篝り」
- 滴草由実「Wonderful World」
- TUBE「I'm in love you, good day sunshine」
- TUBE「青いメロディー」（與TUBE共同編曲）
- TWINZER「Walk On」
- DEEN「手ごたえのない愛」
- TMG「OH JAPAN 〜OUR TIME IS NOW〜」（與松本孝弘共同編曲）
- TMG「TMG I」（與松本孝弘共同編曲）
- 中谷美紀「好きになりすぎていた」
- 七緒香（ZAIN RECORDS在籍時的全曲、與松本孝弘共同編曲）
- Barbier「Can't Leave You Now」
- B'z「Calling」（與松本孝弘、稲葉浩志、池田大介共同編曲）
- B'z「Liar! Liar!」（共同）
- B'z「SURVIVE」（共同、ただし「FIREBALL」を除く）
- B'z「ultra soul」（共同）
- B'z「熱き鼓動の果て」（共同）
- B'z「GREEN」（共同、ただし「Blue Sunshine」と「美しき世界」を除く）
- B'z「IT'S SHOWTIME!!」（共同）
- B'z「野性のENERGY」（共同）
- B'z「BIG MACHINE」（共同）
- B'z「ARIGATO」（共同）
- B'z「愛のバクダン」（共同）
- B'z「THE CIRCLE」（共同）
- B'z「OCEAN」（與松本孝弘、稲葉浩志、池田大介共同編曲）
- B'z「衝動」（共同）
- B'z「ゆるぎないものひとつ」（共同）
- B'z「SPLASH!」（共同）
- B'z「MONSTER」（共同）
- B'z「永遠の翼」（共同）
- FIELD OF VIEW「Dreams」
- FIELD OF VIEW「青い傘で」（FIELD OF VIEWと共同）
- Fayray「touch me, kiss me」
- BREAKERZ「ぼくら」
- 牧穂エミ『aromatister』
- 松本孝弘『DRAGON FROM THE WEST」』（共同、ただし「SACRED FIELD」と「Trinity」を除く）
- 松本孝弘『華』（共同、ただし「華」と「御堂筋BLUE」と「朱 〜朝焼け〜」と「Romeo & Juliet」と「2011」を除く）
- MISIA「戀唄」
- 森下由実子「We'll be together」
- 森進一「さらば青春の影よ」

### 作词
- Sensation
  - 「パラシュートが開かない」（同时担当该曲主唱，大田绅一郎合声）